# 211 Dywizja Piechoty (III Rzesza)
211 Dywizja Piechoty (niem. 211. Infanterie-Division) – niemiecka dywizja z czasów II wojny światowej, sformowana przez dowództwo Landwehry w Kolonii na mocy rozkazu z 26 sierpnia 1939 roku, w 3. fali mobilizacyjnej w VI Okręgu Wojskowym.

## Szlak bojowy
Dywizja brała udział w inwazji na Francję i pełniła obowiązki okupacyjne w Bretanii. W styczniu 1942 została przeniesiona do Rosji, gdzie broniła rejonu Briańska do lipca 1943 r. Później walczyła kolejno pod Kurskiem, Newlem, Witebskiem, Kowlem i na Białorusi latem 1944 r. Silnie zniszczoną jednostkę wycofano z linii i 25 listopada 1944 przekształcono w 211 Dywizję Grenadierów Ludowych. Jednostka walczyła później od stycznia 1945 r. na Węgrzech i szlak bojowy zakończyła w Austrii. Część Dywizji poddała się Amerykanom, a część Sowietom.

## Struktura organizacyjna
- Struktura organizacyjna w sierpniu 1939:

306., 317. i 365. pułk piechoty, 211. pułk artylerii, 211. batalion pionierów, 211. oddział rozpoznawczy, 211. oddział przeciwpancerny, 211. oddział łączności;
- Struktura organizacyjna w maju 1943:

306., 317. i 365. pułk grenadierów, 211. pułk artylerii, 211. batalion pionierów, 211. dywizyjny batalion fizylierów, 211. oddział przeciwpancerny, 211. oddział łączności, 211. polowy batalion zapasowy;

## Dowódcy dywizji
- Generalleutnant Kurt Renner 26 VIII 1939 – 4 II 1942;
- Generalleutnant Richard Müller 4 II 1942 – 16 VII 1943;
- Generalleutnant Johann Heinrich Eckhardt 16 VII 1943 – 8 V 1945;